# Grangues
Grangues est une commune française, située dans le département du Calvados en région Normandie, peuplée de 289 habitants (les Granguais).

## Géographie
| Dives-sur-Mer        | Gonneville-sur-Mer | Gonneville-sur-Mer |
| Périers-en-Auge      | Grangues           | Douville-en-Auge   |
| Cricqueville-en-Auge | Dozulé             | Angerville         |

### Lieux-dits et écarts
Ses lieux-dits et écarts sont : la Cour Loriot, la Pente Cour, le Mont dit Mont, les Ferments, le lieu Joachim, la Bruyère Longlais, la Cour du Désert, la Cour de l'Arbre, la Cour du Mesnil Da, la Cour Bocage, la Cour Bellevue, la Cour du Pressoir, la Mingotterie, le Lieu Denouville, la Cour Drouet, le Lieu Saint-Laurent, Mézeray, la Couture, la Gauderie et le Lieu des Vaux.

### Hydrographie
La commune est située dans le bassin Seine-Normandie. Elle est drainée par le fossé 02 de la commune d'Angerville, le cours d'eau 01 du Bac de Varaville, le fossé 01 de la Cour Loriot et le fossé 02 de la Cour Loriot,,.

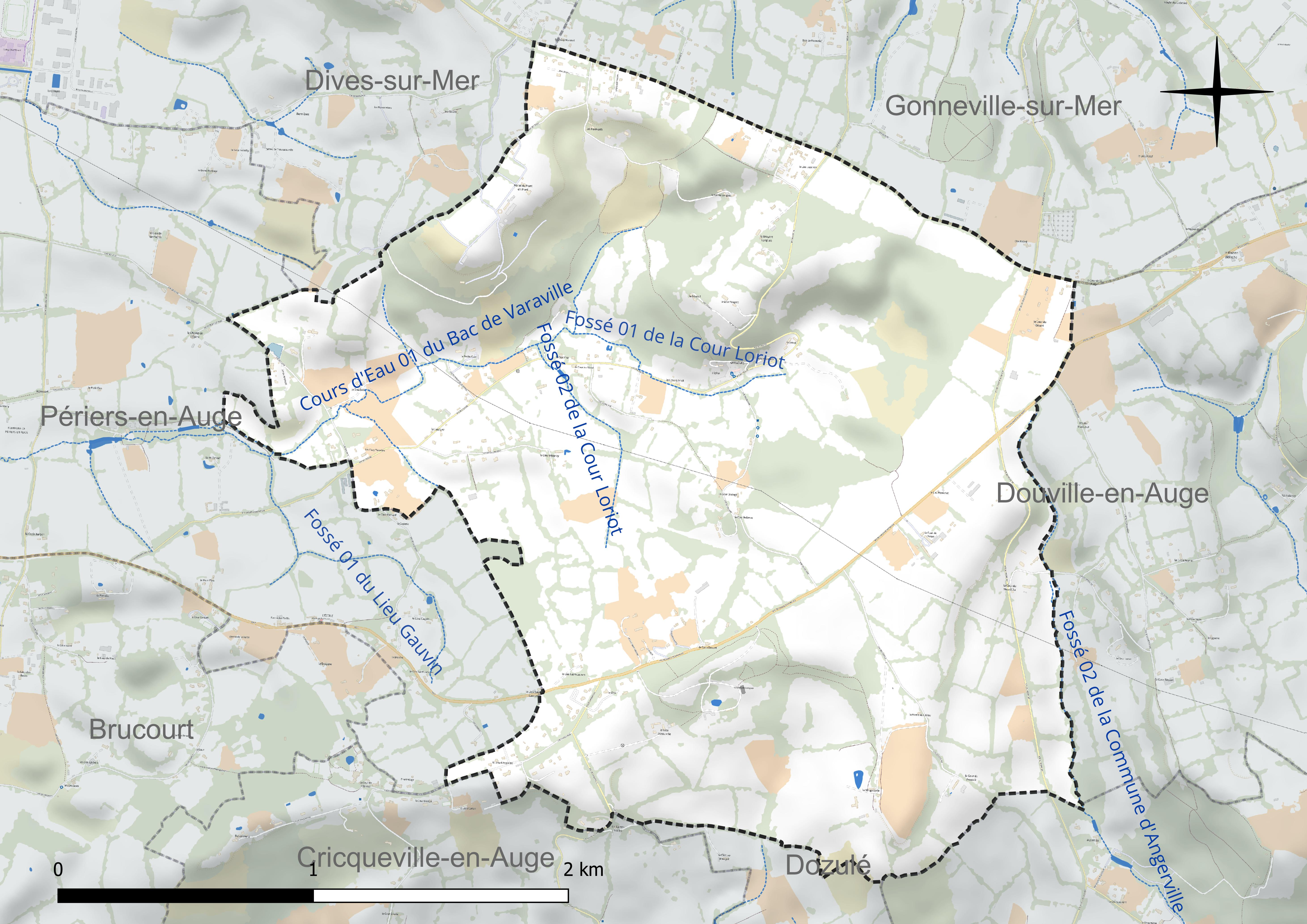
Réseau hydrographique de Grangues.

### Climat
Pour des articles plus généraux, voir Climat de la Normandie et Climat du Calvados.
En 2010, le climat de la commune est de type climat océanique franc, selon une étude du CNRS s'appuyant sur une série de données couvrant la période 1971-2000. En 2020, Météo-France publie une typologie des climats de la France métropolitaine dans laquelle la commune est exposée à un climat océanique et est dans la région climatique  Normandie (Cotentin, Orne), caractérisée par une pluviométrie relativement élevée (850 mm/a) et un été frais (15,5 °C) et venté. Parallèlement le GIEC normand, un groupe régional d'experts sur le climat, différencie quant à lui, dans une étude de 2020, trois grands types de climats pour la région Normandie, nuancés à une échelle plus fine par les facteurs géographiques locaux. La commune est, selon ce zonage, exposée à un « climat des plateaux abrités », correspondant à la plaine agricole de Caen à Falaise, sous le vent des collines de Normandie et proche de la mer, se caractérisant par une pluviométrie et des contraintes thermiques modérées.
Pour la période 1971-2000, la température annuelle moyenne est de 10,4 °C, avec  une amplitude thermique annuelle de 12,5 °C. Le cumul annuel moyen de précipitations est de 848 mm, avec 13 jours de précipitations en janvier et 8,1 jours en juillet. Pour la période 1991-2020, la température moyenne annuelle observée sur la station météorologique la plus proche, située sur la commune de Sallenelles à 13 km à vol d'oiseau, est de 11,8 °C et le cumul annuel moyen de précipitations est de 735,8 mm,. Pour l'avenir, les paramètres climatiques de la commune estimés pour 2050 selon différents scénarios d'émission de gaz à effet de serre sont consultables sur un site dédié publié par Météo-France en novembre 2022.

## Urbanisme

### Typologie
Au 1er janvier 2024, Grangues est catégorisée commune rurale à habitat très dispersé, selon la nouvelle grille communale de densité à 7 niveaux définie par l'Insee en 2022.
Elle est située hors unité urbaine. Par ailleurs la commune fait partie de l'aire d'attraction de Dives-sur-Mer, dont elle est une commune de la couronne,. Cette aire, qui regroupe 12 communes, est catégorisée dans les aires de moins de 50 000 habitants,.

### Occupation des sols
L'occupation des sols de la commune, telle qu'elle ressort de la base de données européenne d'occupation biophysique des sols Corine Land Cover (CLC), est marquée par l'importance des territoires agricoles (84,7 % en 2018), en diminution par rapport à 1990 (95,7 %). La répartition détaillée en 2018 est la suivante : 
prairies (75,4 %), forêts (11 %), zones agricoles hétérogènes (9,3 %), zones urbanisées (4,4 %). L'évolution de l'occupation des sols de la commune et de ses infrastructures peut être observée sur les différentes représentations cartographiques du territoire : la carte de Cassini (XVIIIe siècle), la carte d'état-major (1820-1866) et les cartes ou photos aériennes de l'IGN pour la période actuelle (1950 à aujourd'hui).

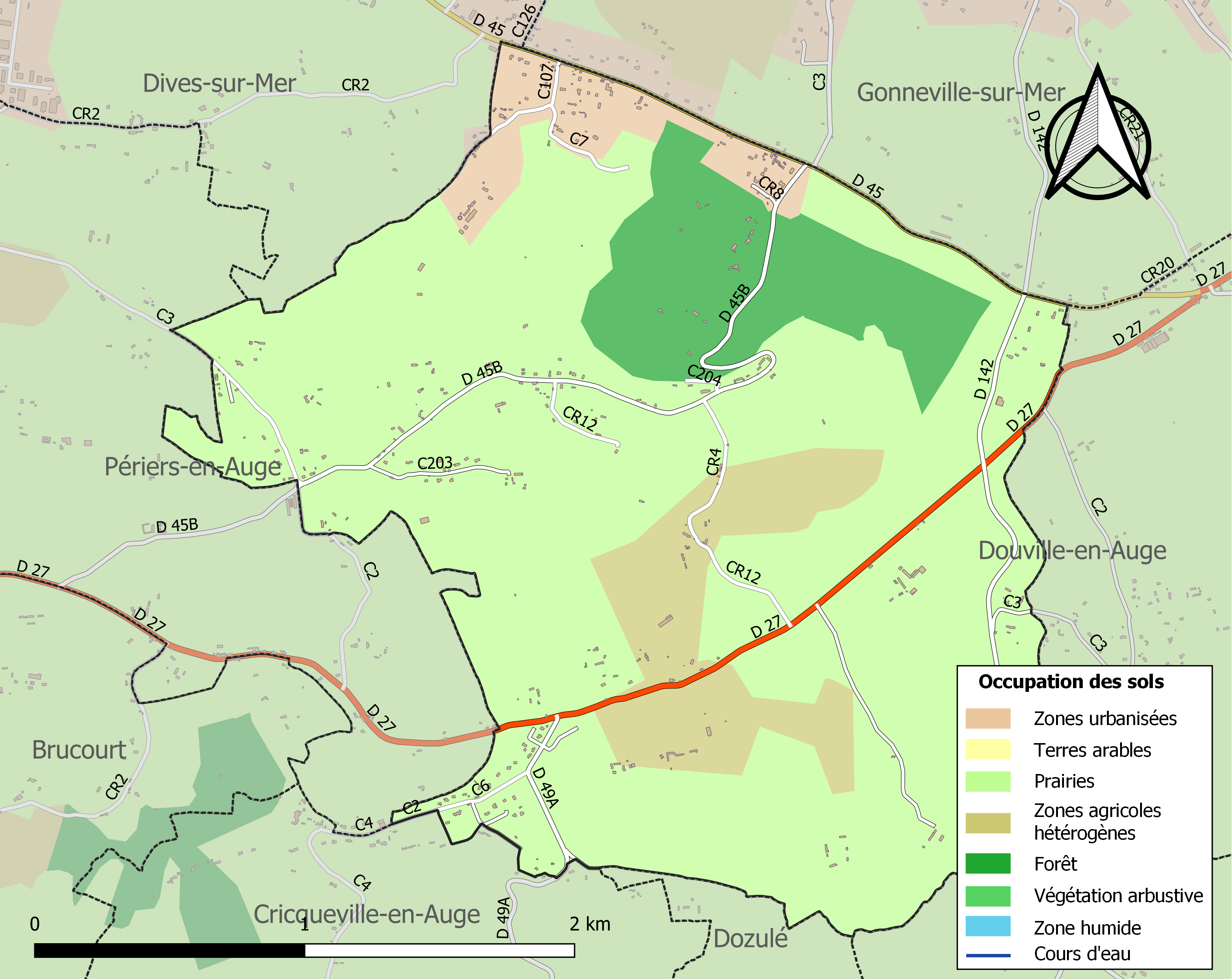
Carte des infrastructures et de l'occupation des sols de la commune en 2018 (CLC).

## Toponymie
Les formes attestées sont de Girangis, sans date (cartulaire de Préaux); Granchae en 1198 (magni rotuli scacc. p. 58, 2); [Johannes de] Guerengues en 1216 (AC, H 321); [Apud] Grengueis en 1220; Grengues en 1282 (AN, J 220,2),; Greyngues en 1282 (cart. norm. n° 996, p. 256); Granges Generenciæ au XIIIe siècle (cart. de Préaux); Grenguez au XIVe siècle; Grenchiæ au XVIe siècle (pouillé de Lisieux, p. 52).
Il s'agit d'une formation toponymique médiévale, probablement ancienne puisqu'elle n'est pas précédée de l'article défini. François de Beaurepaire rapproche Grangues de Goring (Oxford, Garinges Xe siècle); Goring (Sussex, Garinges Xe siècle) et Gerringe (Danemark, Gaeringhe 1470), sans en préciser l'étymologie. Les deux Goring britanniques admettent comme étymologie, soit « propriété de la famille ou des proches d'un homme appelé *Gāra », nom de personne vieil anglais non attesté, suivi du suffixe germanique -ingas,, soit « les gens du bout, du coin de la pièce de terre », sur vieil anglais gāra « pièce de terre » + suffixe -ingas. Le mot vieux norrois geiri influencé par le vieil anglais gāra « pièce de terre, probablement triangulaire » > gaire, est bien attesté dans la toponymie normande, généralement il a donné les microtoponymes La Gare ou La Guerre,.
Remarque : Albert Dauzat et Ernest Nègre qui se fondent uniquement sur la forme Granchae de 1198 trouvée dans le Dictionnaire topographique du Calvados (voir supra) y ont vu le mot grange(s) pris absolument,, effectivement Granchae ressemble à une latinisation du mot granche (au pluriel), forme ancienne et régionale de grange, mais elle est isolée et on ne voit pas pourquoi *Granches aurait évolué en Gerengues puis Grangues qui n'ont pas de sens. E. Nègre pour contourner cette difficulté imagine une possible attraction du nom commun gringue, gringe « acariâtre ». Grange est par ailleurs issu du gallo-roman *granica (granica attesté en latin médiéval chez Du Cange, forme alternative à granea, utilisée à la place du latin classique horreum), or aucune forme ancienne n'évoque cet étymon.

## Politique et administration
| Période                                  | Période      | Identité          | Étiquette | Qualité                              |
| ---------------------------------------- | ------------ | ----------------- | --------- | ------------------------------------ |
| 1989                                     | mars 2008    | Michel Tafanel    | SE        |                                      |
| mars 2008                                | juillet 2017 | François Langevin | SE        | Artisan (retraité)                   |
| octobre 2017                             | mai 2020     | Gérard Desmeulles | SE        | Employé de jeux                      |
| mai 2020                                 | En cours     | Denis Moisson     | SE        | Retraité de la fonction territoriale |
| Les données manquantes sont à compléter. |              |                   |           |                                      |

Le conseil municipal est composé de onze membres dont le maire et deux adjoints.

## Démographie
L'évolution du nombre d'habitants est connue à travers les recensements de la population effectués dans la commune depuis 1793. Pour les communes de moins de 10 000 habitants, une enquête de recensement portant sur toute la population est réalisée tous les cinq ans, les populations de référence des années intermédiaires étant quant à elles estimées par interpolation ou extrapolation. Pour la commune, le premier recensement exhaustif entrant dans le cadre du nouveau dispositif a été réalisé en 2004.
En 2022, la commune comptait 289 habitants, en évolution de +19,92 % par rapport à 2016 (Calvados : +1,58 %, France hors Mayotte : +2,11 %).
Grangues a compté jusqu'à 380 habitants en 1800.
| 1793 | 1800 | 1806 | 1821 | 1831 | 1836 | 1841 | 1846 | 1851 |
| ---- | ---- | ---- | ---- | ---- | ---- | ---- | ---- | ---- |
| 329  | 380  | 367  | 342  | 360  | 333  | 348  | 351  | 301  |

| 1856 | 1861 | 1866 | 1872 | 1876 | 1881 | 1886 | 1891 | 1896 |
| ---- | ---- | ---- | ---- | ---- | ---- | ---- | ---- | ---- |
| 303  | 279  | 310  | 254  | 261  | 240  | 244  | 235  | 260  |

| 1901 | 1906 | 1911 | 1921 | 1926 | 1931 | 1936 | 1946 | 1954 |
| ---- | ---- | ---- | ---- | ---- | ---- | ---- | ---- | ---- |
| 283  | 285  | 277  | 280  | 273  | 237  | 234  | 214  | 200  |

| 1962 | 1968 | 1975 | 1982 | 1990 | 1999 | 2004 | 2006 | 2009 |
| ---- | ---- | ---- | ---- | ---- | ---- | ---- | ---- | ---- |
| 215  | 161  | 143  | 180  | 184  | 241  | 215  | 220  | 246  |

| 2014 | 2019 | 2022 | - | - | - | - | - | - |
| ---- | ---- | ---- | - | - | - | - | - | - |
| 244  | 265  | 289  | - | - | - | - | - | - |

## Lieux et monuments
L'église de Grangues, sous le patronage de Notre Dame et de saint Roch, date des XIIe et XIIIe siècles. Elle est de style roman attardé, modifié au XVe siècle par l'ouverture de grandes baies gothiques flamboyantes sur le mur sud. L'ensemble est inscrit à l'inventaire supplémentaire des Monuments historiques. Une cloche, un tableau (le Christ et sainte Véronique) et une statue de saint Roch sont classés à titre d'objets.
Une fontaine Saint-Roch est située près de l'église. Son eau est présumée guérir des épidémies, spécifiquement de la coqueluche.
Le château de Grangues, construit sur la pente d'une colline au sud de la commune, date du XVIIIe siècle.
Au nord de la commune, au lieu-dit le Mont dit Mont, existe un haras.

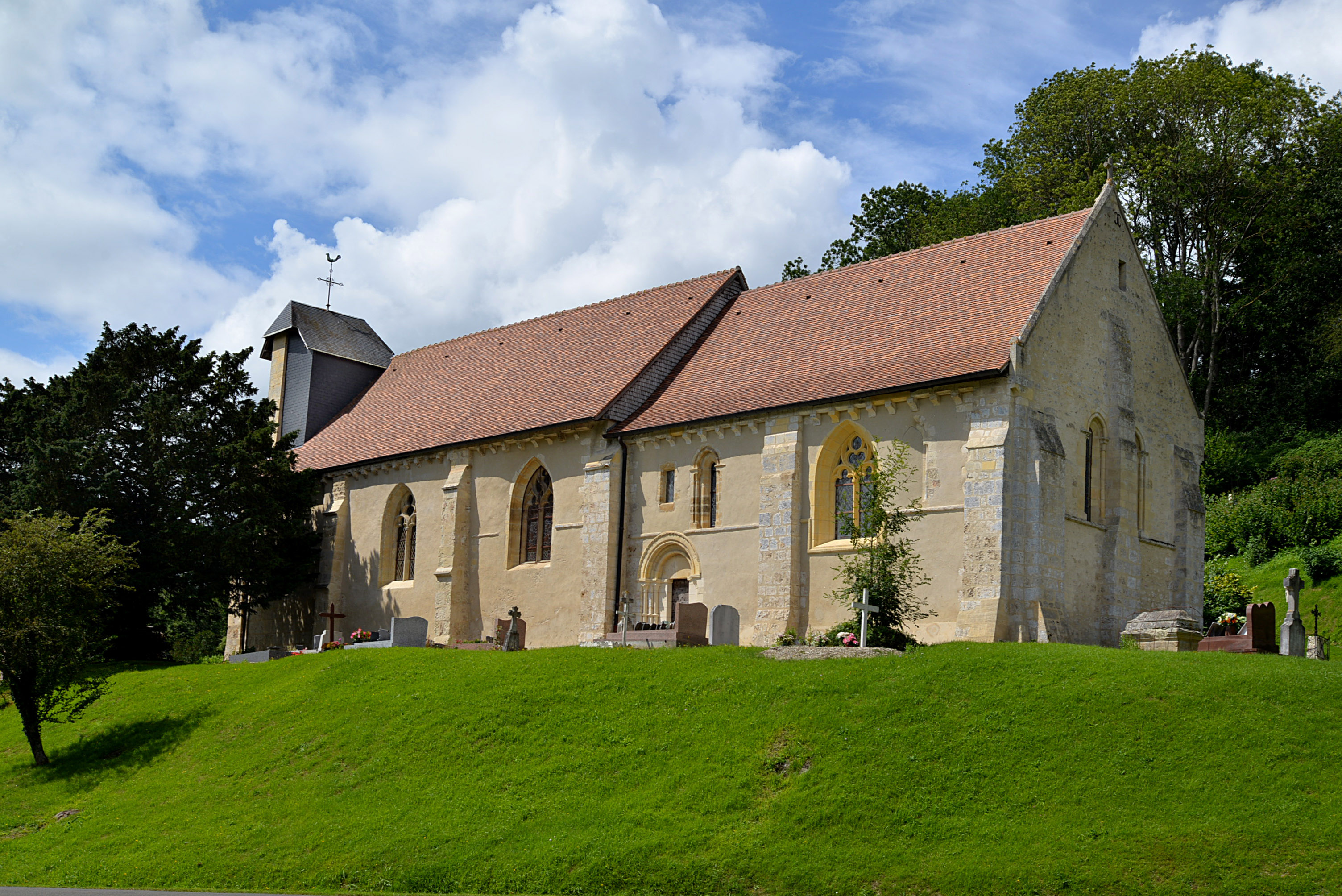
L'église Notre-Dame.
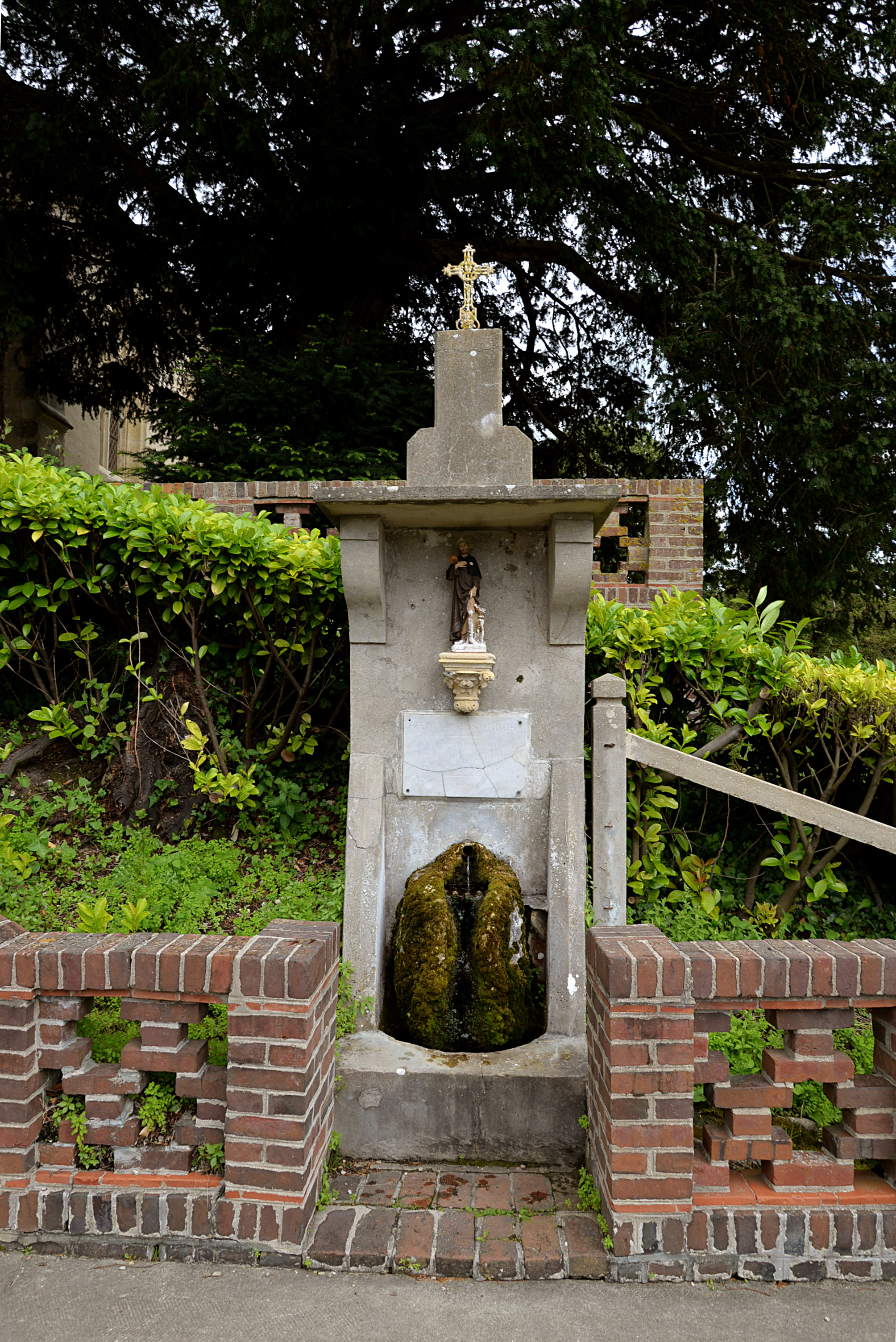
La fontaine Saint-Roch.
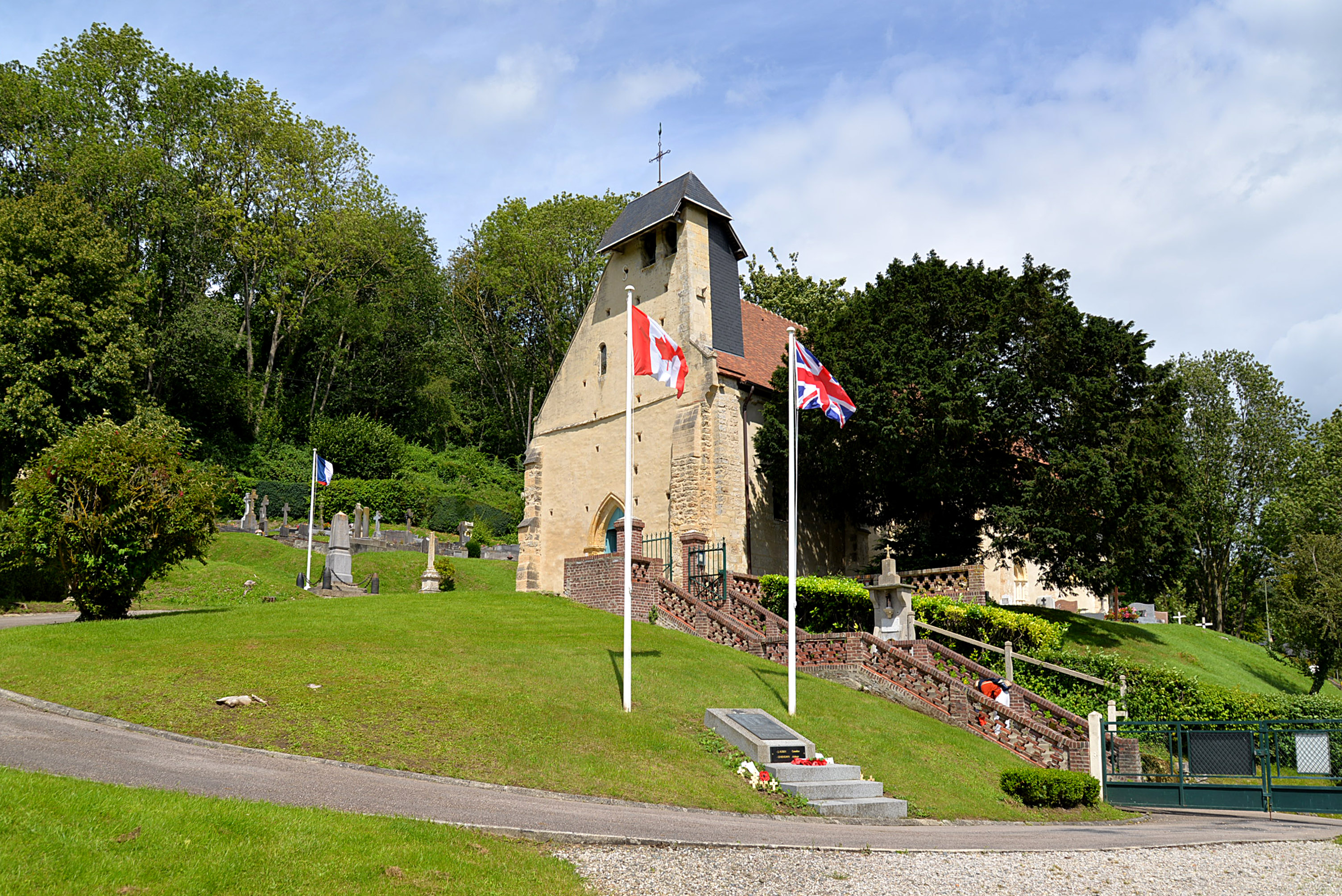
L'église et les monuments commémoratifs.
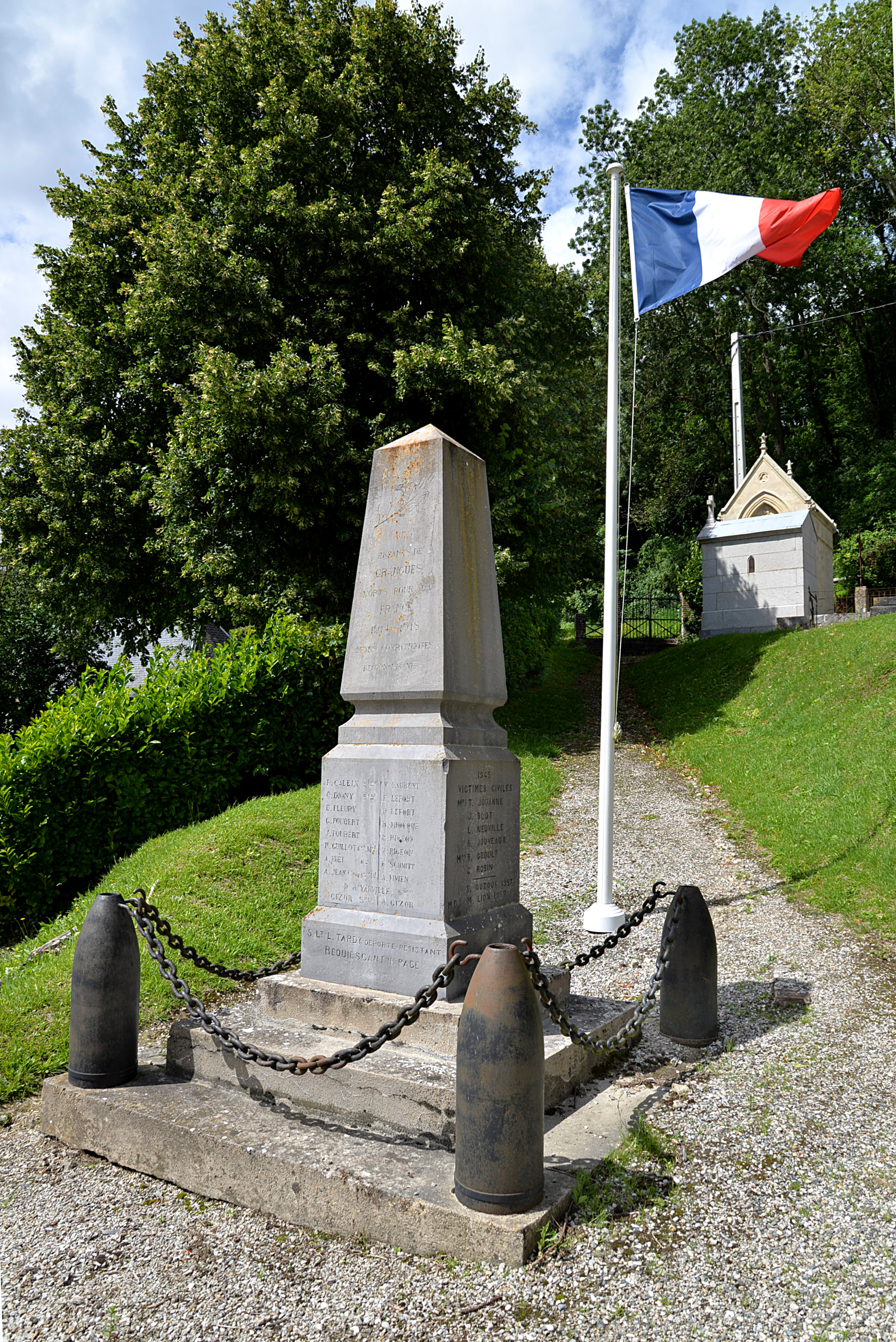
Le monument aux morts.

## Activité et manifestations
Sous son sol, la nappe phréatique alimente en eaux la ville de Cabourg. Elle est contrôlée par les services sanitaires deux fois par semaine.

## Personnalités liées à la commune
- Frank De Blok, un artiste-peintre hollandais qui expose son œuvre dans la ville de Cabourg, est actuellement propriétaire de la ferme du Lieu des Vaux sur la route de l'Église.
- Raymond Coustant d'Yanville (1862-1941).

## Héraldique
| Blason de Grangues | Blason  | Parti d'argent à cinq fusées de sable accolées, l'ensemble posé en pal, et de gueules à deux léopards d'or armés et lampassés d'azur , l'un au dessus de l'autre. |
| Blason de Grangues | Détails | Créé par JF Binon. 2025 |